# Русско-Алгашинское сельское поселение
Ру́сско-Алга́шинское се́льское поселе́ние (чув. Вырăс Улхашĕ ял тӑрӑхӗ) — упразднённое муниципальное образование в Шумерлинском районе Чувашии Российской Федерации.
Административный центр — село Русские Алгаши.
Законом Чувашской Республики от 14.05.2021 № 31 к 24 мая 2021 году упразднено в связи с преобразованием Шумерлинского района в муниципальный округ.

## История
Статус и границы сельского поселения установлены Законом Чувашской Республики от 24 ноября 2004 года № 37 «Об установлении границ муниципальных образований Чувашской Республики и наделении их статусом городского, сельского поселения, муниципального района и городского округа».

## Население
| 2010 | 2012 | 2013 | 2014 | 2015 | 2016 | 2017 |
| ---- | ---- | ---- | ---- | ---- | ---- | ---- |
| 811  | ↘762 | ↘738 | ↗739 | ↘719 | ↘699 | ↘690 |
| 2018 | 2019 | 2020 | 2021 |      |      |      |
| ↘671 | ↘657 | ↘648 | ↘625 |      |      |      |

## Состав сельского поселения
| № | Населённый пункт | Тип населённого пункта       | Население |
| - | ---------------- | ---------------------------- | --------- |
| 1 | Речной           | посёлок                      | ↗168      |
| 2 | Русские Алгаши   | село, административный центр | ↗532      |
| 3 | Чувашские Алгаши | деревня                      | ↗302      |